# アーマン・ホール
アーマン・“ジーノ”・ホール（Arman "Gino" Hall、1994年2月12日 - ）は、アメリカ合衆国の短距離走を専門とする陸上競技選手。フロリダ州フォートローダーデールのセント・トーマス・アクイナス高校出身。2011年にホールはUSA Todayの選ぶ「全米高校陸上競技チーム」に選出された。
2011年にフランス・リール都市圏で開かれた世界ユース陸上競技選手権大会の400mで優勝した。このときの記録46秒01は当季世界最高記録であった。同大会では200mにも出場し予選を突破していたが、400mに専念した。
2011年12月5日にフロリダ大学への入学を口頭で約束し、2012年秋より同学の陸上チームであるゲイターズ・トラックチーム（Gators track team）に参加している。
2013年、19歳にして世界選手権アメリカ代表に選ばれ、4×400mRで優勝した。